# Sphingonotus burqinensis
Sphingonotus burqinensis är en insektsart som beskrevs av Zheng, Z. och Lin Yang 2006. Sphingonotus burqinensis ingår i släktet Sphingonotus och familjen gräshoppor. Inga underarter finns listade i Catalogue of Life.